# Serra dos Ancares
A Serra dos Ancares é uma cordilheira administrativamente dividida entre a Galiza e Castela e Leão, Espanha, no extremo sudoeste da Cordilheira Cantábrica. Está situada na parte mais oriental da província de Lugo e na parte mais ocidental da provincia de Leão.
Esta cadeia de montanhas tem como pontos culminantes o monte Cuíña, ao norte, cujo cume se situa a 1.978 metro de altitude, o Mustallar a 1.924 m. e o monte Miravalles a 1.969 metros. Esta serra apresenta fraturas entre suas cristas, formando pequenos vales pelos quais acorrem os afluentes do rio Navia. 
O clima predominante é o oceánico de altitude. Os mamíferos que se podem encontrar são o lobo, o corço e, ocasionalmente, o urso pardo. Entre as aves, destacam-se a águia cobreira e o tetraz-grande, extinto na parte galega da cordilheira. Quanto à flora, adjacente aos rios podem-se encontrar salgueiros e amieiros, sendo também frequentes as castanheiras, freixos e aveleiras, carvalhos e azevinhos, e, acima dos 1600 metros de altitude, predominam os arbustos; as urzes são predominante nos solos mais pobres e os piornos nas zonas mais férteis.
Recentemente, em 2006, foi declarada Reserva da Biosfera pela UNESCO.